# ريتشارد ديفيد إميري
ريتشارد ديفيد إميري (بالإنجليزية: Richard David Emery)‏ هو محامي أمريكي، ولد في 5 مارس 1946 في بوسطن في الولايات المتحدة.